# Eureka (Nunavut)
Pour les articles homonymes, voir Eurêka (homonymie).
Eureka est une petite base de recherche arctique et une station météorologique canadienne sur l'Île d'Ellesmere dans le territoire du Nunavut. Elle est la deuxième communauté la plus nordique au monde après Alert, base située sur la même île. En 2005, huit personnes y vivent en rotation pour opérer les différentes installations.

## Histoire
Après la Seconde Guerre mondiale, au Canada et aux États-Unis, on commence à s'intéresser de près à l'Arctique. Les masses d'air venant de cet endroit ont un effet important sur le temps et le climat des deux pays mais on avait peu d'informations sur la météorologie de l'Arctique, sauf quelques rares mesures recueillies par des explorateurs voyageant dans la région. Les deux pays décident d'ouvrir des réseaux complémentaires de stations météorologiques pour l'étude du climat et la prise de données quotidiennes.
Le premier atterrissage à Eureka se fait le matin du 7 avril 1947, sur la glace de mer du fjord Slidre. Le lendemain, un Fairchild C-82 venant de la base américaine de Thulé (Groenland) transporte cent tonnes de matériel pour construire la base. Dès ce soir-là, la première hutte de type Jamesway abrite le personnel et les premières données météorologiques sont prises et retransmises par radio. Le matériel est graduellement transporté de la rive au site. La base est officiellement fondée le 11 avril et cinq huttes sont terminées au 21 avril en plus de toute l'infrastructure de support : alimentation en eau potable, élimination des déchets, premières voies carrossables, systèmes de production et de distribution d'électricité et liens de communication. La base s'agrandit au cours des années. Au cours des années 1970, elle atteint son maximum de population avec quinze personnes y vivant. Le dernier bâtiment, le centre des opérations, date de 2005.

## Description

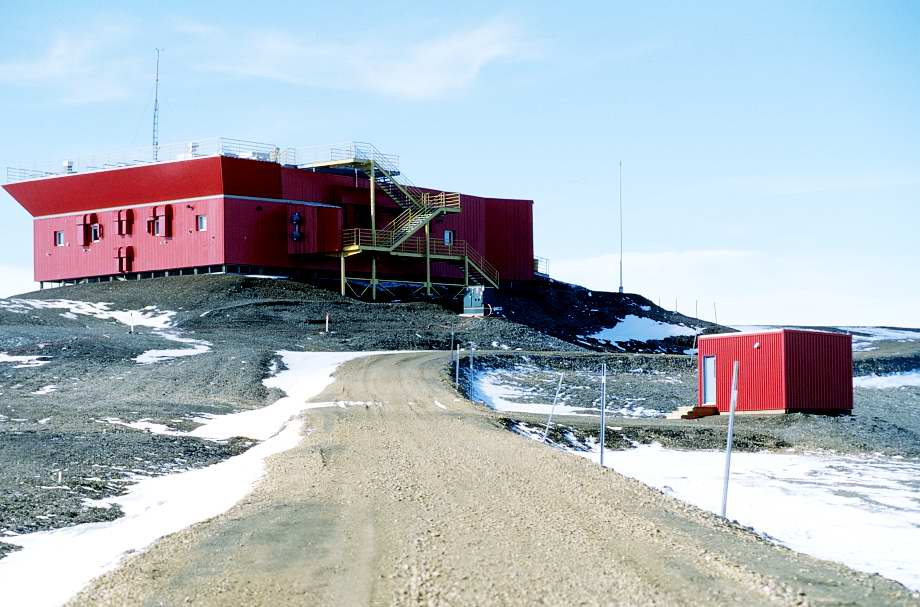
Bâtiment du Laboratoire de recherche atmosphérique de l'environnement polaire (PERL) à Eureka

La base est divisée en trois secteurs : l'aéroport où l'on retrouve le petit détachement militaire de « Fort Eureka » chargé des systèmes de communication, la station du Service météorologique du Canada et le Laboratoire de recherche atmosphérique de l'environnement polaire (en anglais Polar Environment Atmospheric Research Laboratory, ou PEARL) qui a repris en 2005 le bâtiment de l'Observatoire arctique d'ozone stratosphérique (1993 à 2001). Ce laboratoire est dirigé par un regroupement de chercheurs universitaires et gouvernementaux canadiens du nom de Réseau canadien de détection des changements atmosphériques.
Le code postal d'Eureka est X0A 0G0 dont le X indique qu'elle est au Nunavut, mais le code régional téléphonique (204) est celui du Manitoba. Les communications sont assurées par ondes hertziennes mais également par un satellite géostationnaire franc sud, toute autre position se trouvant sous l'horizon. Il s'agit probablement de la station de réception de satellite géostationnaire la plus nordique au monde à servir pour l'internet.

## Géographie et climat

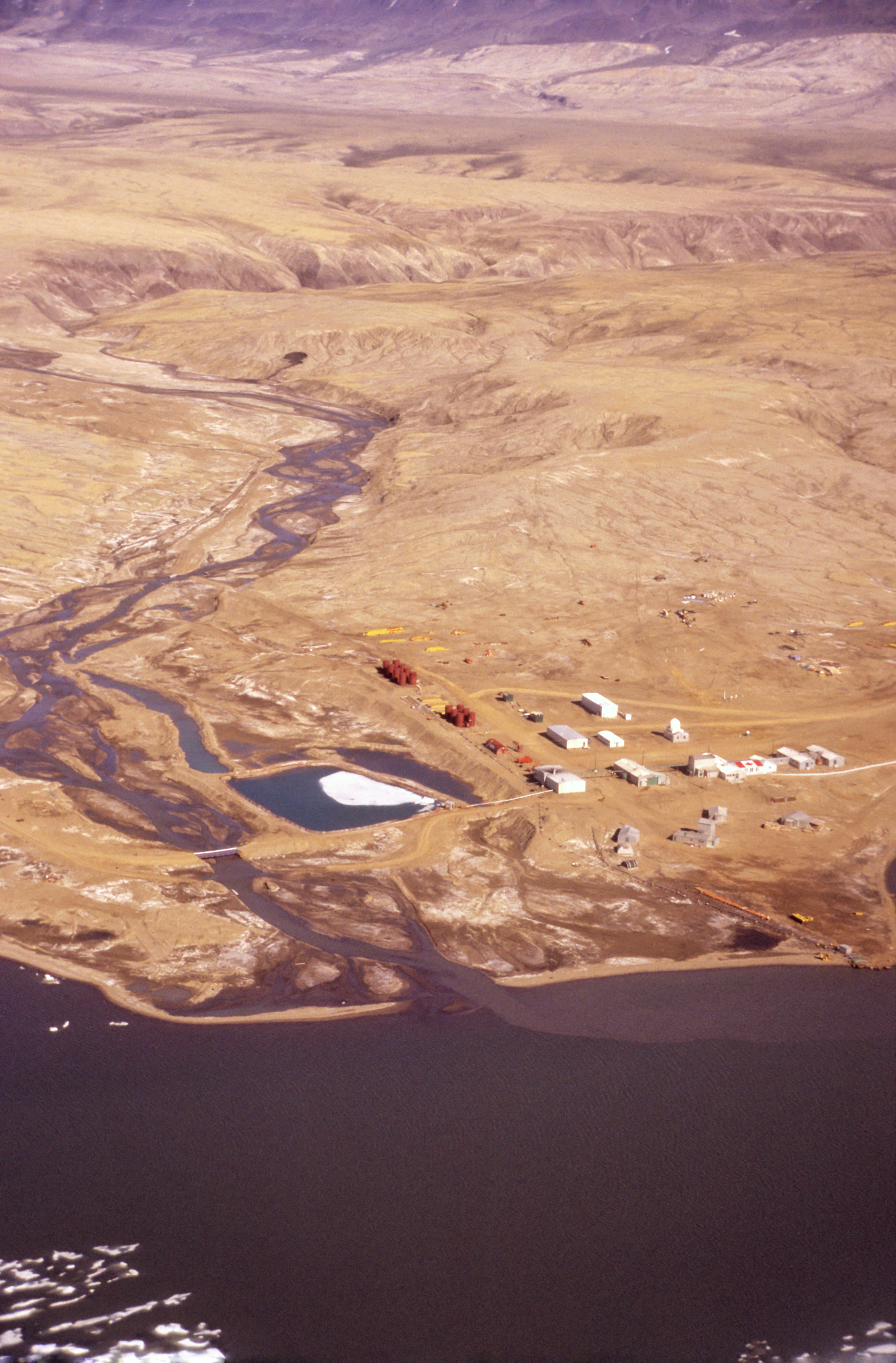
Vue aérienne de Eureka, île d'Ellesmere, 26 juin 1988

La station météorologique se situe à Eureka à 10 m à 79,98, −85,93
Le soleil ne se couche pas entre le 10 avril et le 29 août et la nuit est totale de la mi-octobre à la fin février. Eureka a la plus basse moyenne de température annuelle et la plus faible quantité de précipitations rapportées au Canada. Les hivers sont rigoureux ; un record pour le Canada en février 1979, avec une température mensuelle moyenne de - 47,9 °C, une minimale moyenne de - 50,1 °C, et un minimum quotidien le 15 février 1979 à - 55,3 °C. Janvier 1989 a été très froid avec une moyenne des minimales à - 45,1 °C. En été, la température ne dépasse que très rarement 20 °C (record 21,4 °C le 27 juin 2020).
Presque tout doit être envoyé à Eureka. La base est séparée de toute autre communauté par plusieurs centaines de kilomètres, les plus proches communautés étant Alert (Nunavut) et Grise Fiord (Nunavut), sans routes ni voies navigables. Seuls des brise-glaces de la garde côtière canadienne ravitaillent la station à la fin de l'été depuis Québec. Le reste du temps, la mer est gelée et les denrées et autres fournitures arrivent par avion.

## Faune et flore
Bien qu'Eureka se trouve dans un désert arctique, l'évaporation y est très lente, ce qui permet à l'humidité disponible de fournir malgré tout une végétation assez abondante, composée de plantes herbacées et mousses exclusivement. On y retrouve comme mammifères des bœufs musqués, des loups, des renards et des lièvres arctiques, ainsi que des lemmings. En été, plusieurs oiseaux migrateurs y font leurs nids dont des oies blanches, des outardes, des canards, des huards, des corbeaux, des goélands, des chouettes et plusieurs autres.